# Présidence de Herbert Hoover
31e président des États-Unis
Présidence de Calvin Coolidge Présidence de Franklin Delano Roosevelt
La présidence de Herbert Hoover débuta le 4 mars 1929, date de l'investiture de Herbert Hoover en tant que 31e président des États-Unis, et prit fin le 4 mars 1933. Membre du Parti républicain, Hoover entra en fonction après avoir largement remporté l'élection présidentielle de 1928 face au démocrate Al Smith. Il fut toutefois battu quatre ans plus tard par Franklin Delano Roosevelt, candidat du Parti démocrate, qui lui succéda à la Maison-Blanche. 
Au moment de son investiture, Hoover était le troisième d'une série de présidents républicains successifs et il conserva une bonne partie des politiques et des fonctionnaires des précédentes administrations, à commencer par le secrétaire au Trésor Andrew Mellon. Il chercha à concilier les efforts du gouvernement, des milieux d'affaires et du monde du travail en faveur de la prospérité du pays mais se montra le plus souvent hostile à toute intervention fédérale dans le domaine économique. Afin de répondre à la crise agricole en cours, Hoover signa l’Agricultural Marketing Act of 1929 et intensifia la prohibition en dépit de l'impopularité croissante de cette dernière. En politique étrangère, le président déclara vouloir mettre fin à l'ingérence des États-Unis dans les affaires de l'Amérique latine et mit en œuvre un désarmement militaire dans le cadre du traité naval de Londres. 
Lorsque survint le krach de 1929, moins de huit mois après son entrée en fonction, Hoover tenta de répondre à la Grande Dépression qui s'abattait sur le pays en rassurant la population et en coopérant avec les chefs d'entreprise et les autorités locales. Il ratifia par ailleurs le tarif Smoot-Hawley de 1930 qui augmentait les droits de douane et mettait un frein au commerce international. Alors que la crise continuait de s'aggraver tout au long des années 1931 et 1932, Hoover consentit ― non sans réticence ― à un certain degré d'interventionnisme gouvernemental, notamment avec la mise en place de la Reconstruction Finance Corporation et l'adoption d'une loi importante en matière de travaux publics. Il promulgua dans le même temps le Revenue Act of 1932 dont l'objectif était de rehausser les impôts afin de maintenir un budget en équilibre. La persistance du marasme économique fut toutefois préjudiciable à Hoover qui essuya une lourde défaite aux mains de Roosevelt lors de l'élection de 1932. Il est généralement considéré par les spécialistes comme un président inférieur à la moyenne.

## Élection présidentielle de 1928
En août 1927, le président Calvin Coolidge annonça qu'il n'était pas candidat à un second mandat complet. Son secrétaire au Commerce Herbert Hoover fut alors considéré comme le mieux placé pour décrocher la nomination du Parti républicain en vue de l'élection présidentielle de 1928. Très vite, Hoover reçut le soutien de nombreux politiciens républicains locaux et remporta plusieurs primaires, ce qui ne l'empêcha pas également de se heurter à l'hostilité de plusieurs chefs de file du parti ; Coolidge, en particulier, ne l'aimait guère, déclarant : « pendant six ans, cet homme m’a prodigué des conseils que je n’avais d’ailleurs guère sollicités et qui manquaient tous de pertinence ». Le président sortant mit néanmoins de côté sa mauvaise appréciation pour éviter une nouvelle division du Parti républicain. En conséquence, Hoover fut choisi dès le premier tour de scrutin de la convention nationale républicaine de 1928 (en) à Kansas City comme candidat à la présidence. Alors que les délégués envisageaient de reconduire le vice-président Charles Dawes sur le ticket républicain en tant que colistier, Coolidge s'y opposa vigoureusement et la convention se rabattit sur le sénateur fédéral du Kansas Charles Curtis.
Dans le cadre du scrutin de 1928, l'adversaire de Hoover fut le gouverneur démocrate de l'État de New York Alfred E. Smith, décrit par son allié Franklin D. Roosevelt comme l'« heureux guerrier du champ de bataille politique ». Le programme des démocrates prônait un rôle accru du gouvernement fédéral en matière de travaux publics, de secours aux agriculteurs et d'éducation ; du côté des républicains, en revanche, l'heure était au maintien d'un tarif douanier protectionniste et de nouvelles baisses d'impôts afin de soutenir la croissance économique. Un autre point de désaccord entre les deux candidats était la prohibition dont Smith réclamait l'abolition alors que Hoover défendait sa mise en œuvre. Tout en étant fortement appuyé par l'électorat catholique des grandes villes, Smith fut la cible d'une intense rhétorique anticatholique de la part du Ku Klux Klan ainsi que de nombreux prédicateurs protestants dans les zones rurales du Sud et de l'Ouest.
L'élection se solda, au mois de novembre, par un raz-de-marée en faveur des républicains. Même si Smith arriva en tête dans tous les grands centres urbains du pays, Hoover obtint 58,2 % du vote populaire et 444 voix au sein du collège électoral contre seulement 40,9 % des voix et 87 votes de grands électeurs pour son adversaire démocrate. Le ticket républicain rafla en tout 40 États dont celui de New York, fief d'Al Smith, et parvint même à rompre le bloc du Solid South en étant proclamé vainqueur dans cinq de ces États traditionnellement acquis aux démocrates. Les historiens sont d'accord pour affirmer que la popularité de Hoover et le dynamisme de l'économie, combinés avec les divisions internes du Parti démocrate au sujet de la religion et de la prohibition, furent les facteurs décisifs du résultat de l'élection de 1928.

## Investiture

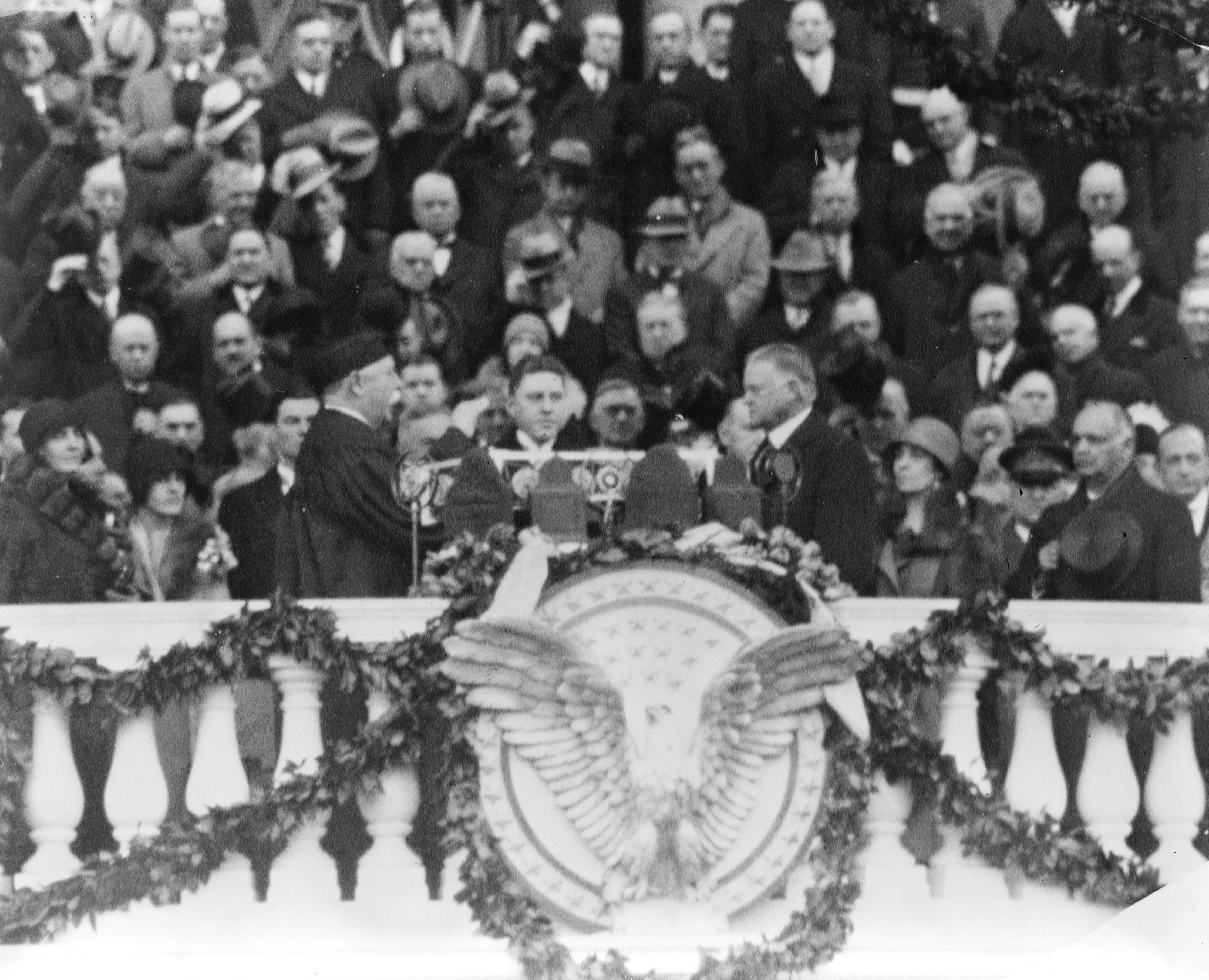
Investiture de Herbert Hoover le 4 mars 1929.

Hoover fut assermenté en tant que président le 4 mars 1929, sous l'autorité du juge en chef (et ancien président) William Howard Taft. Ce fut la première cérémonie d'investiture retransmise aux actualités cinématographiques. Le discours inaugural de Hoover était empreint d'optimisme même si ce dernier parla du « mépris et de la désobéissance à la loi » qu'il considérait comme le problème « le plus pernicieux » auquel était confrontée la nation. À la fin de son allocution, le nouveau président déclara avec confiance : 

« Notre pays est riche en ressources, vivifié dans sa glorieuse beauté, rempli de millions de foyers heureux, béni par le confort et les opportunités. Dans aucune nation, les institutions du progrès ne sont plus avancées. Dans aucune nation, les fruits de l'accomplissement ne sont plus sûrs. Dans aucune nation, le gouvernement n'est plus digne de respect. Aucun pays n'est plus aimé de son peuple. J'ai une foi inébranlable dans leurs capacités, leur intégrité et leurs nobles desseins. Je n'ai aucune crainte pour l'avenir de notre pays. Il est resplendissant d'espoir. »

Ces mots contrastèrent fortement avec le désarroi qui se répandit dans le pays au moment de la crise économique survenue quelques mois après le début de sa présidence.

## Composition du gouvernement
Le cabinet de Hoover était composé pour l'essentiel de conservateurs fortunés et proches des milieux d'affaires. En sa qualité de troisième président républicain consécutif depuis le début des années 1920, Hoover conserva la plupart des hauts fonctionnaires des précédentes administrations, en particulier le secrétaire au Travail James J. Davis et le secrétaire au Trésor Andrew Mellon. Hoover n'avait aucune affection pour Mellon, qui demeurait très en faveur auprès de la vieille garde du parti, et s'appuya de préférence sur le sous-secrétaire au Trésor Ogden L. Mills. Le gouverneur général des Philippines et ancien secrétaire à la Guerre Henry L. Stimson hérita de son côté du département d'État. 
Pour le poste de procureur général, Hoover avait d'abord songé à son ami et juge de la Cour suprême Harlan F. Stone, mais ce dernier déclina la proposition et le président fit alors appel à l'avocat général des États-Unis William D. Mitchell. Le premier choix de Hoover au ministère de l'Agriculture était Charles McNary, rédacteur de la controversée loi McNary-Haugen sur l'aide aux agriculteurs, à laquelle Hoover s'était fermement opposée en son temps ; le portefeuille échut en définitive à Arthur M. Hyde qui n'avait qu'une maigre connaissance des questions agricoles. Dans le même temps, le département de la Marine fut confié à Charles Francis Adams III, un descendant de la célèbre famille politique du même nom qui partageait les vues du président en matière de désarmement naval. Hoover convainquit en outre le président de l'université Stanford Ray Lyman Wilbur de devenir secrétaire à l'Intérieur. Furent également nommés l'homme d'affaires Robert P. Lamont en tant que secrétaire au Commerce, James William Good en qualité de secrétaire à la Guerre et Walter Folger Brown comme ministre des Postes. Quant au vice-président Charles Curtis, qui s'était opposé à la nomination de Hoover en tant que candidat du Parti républicain, il n'eut que peu d'influence au sein de l'administration.

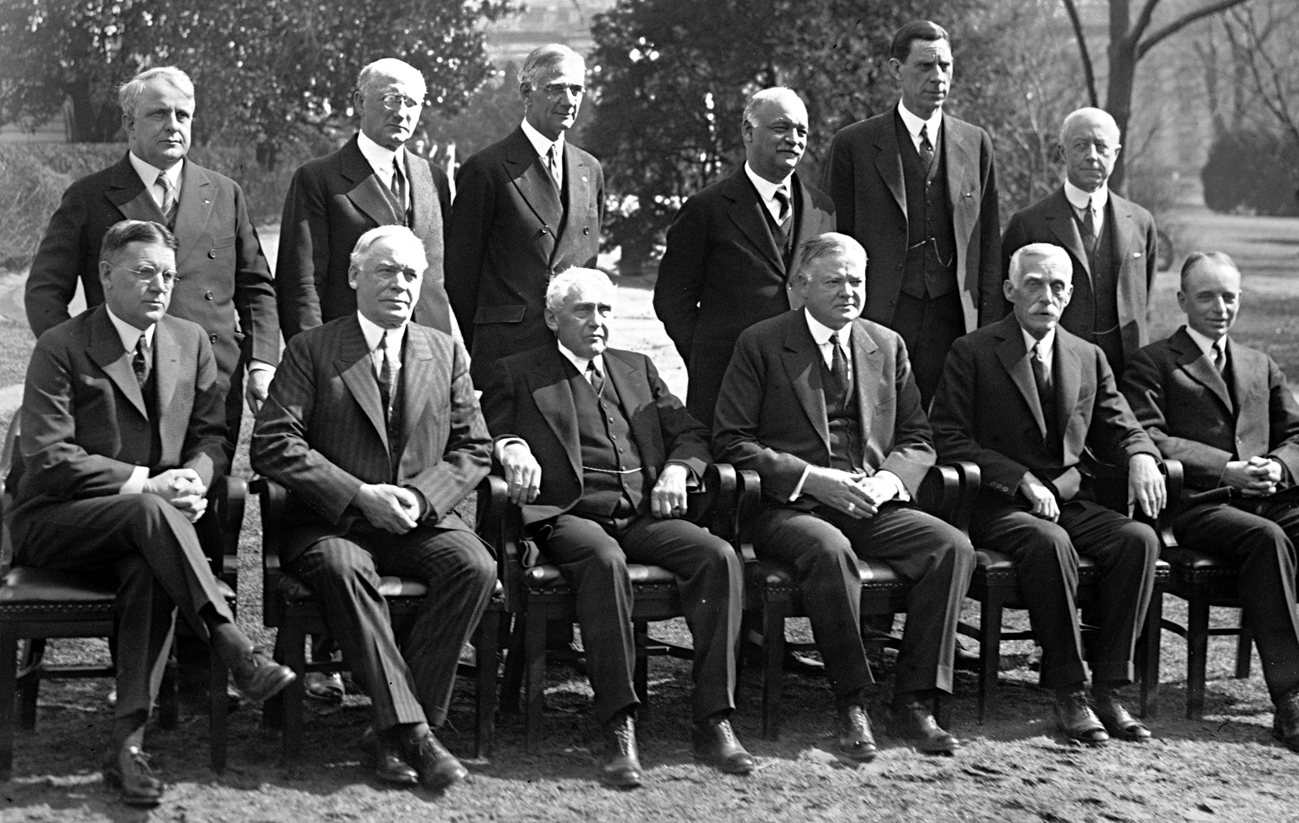
Le cabinet Hoover photographié en 1929 à l'extérieur de la Maison-Blanche.

## Nominations judiciaires
Hoover nomma trois juges à la Cour suprême des États-Unis. Le premier d'entre eux fut Charles Evans Hughes qui succéda au juge en chef William Howard Taft après la mort de ce dernier en 1930. Hughes, qui avait été juge associé, gouverneur, secrétaire d'État et même candidat à l'élection présidentielle de 1916, dirigea la Cour jusqu'en 1941. Une deuxième vacance se produisit en 1930 avec la mort du juge Edward Terry Sanford. Le choix initial de Hoover, le juge de cour d'appel John J. Parker, fut rejeté par le Sénat en raison de l'opposition de la NAACP et des syndicats de travailleurs. Le président se rabattit alors sur Owen Roberts, un avocat qui s'était fait connaître pour son enquête sur le scandale du Teapot Dome ; ce dernier fut confirmé par acclamation. Hughes et Roberts se forgèrent une réputation de centristes à la Cour où ils furent souvent appelés à concilier les opinions plus conservatrices ou progressistes de leurs collègues au cours des années 1930. En 1932, le juge Oliver Wendell Holmes Jr., âgé de 90 ans, annonça son départ de la Cour, ce qui incita le sénateur George W. Norris, président du comité judiciaire du Sénat, à faire pression sur Hoover pour la nomination d'un juge progressiste en remplacement de Holmes. Hoover sélectionna Benjamin Cardozo, le très réputé juge en chef de la cour d'appel de New York, qui fut confirmé à l'unanimité par le Sénat. Avec Louis Brandeis et Harlan F. Stone, Cardozo forma à la Cour suprême un trio de juges progressistes connu sous le nom de « trois mousquetaires ».

## Politique intérieure
Hoover considérait la présidence comme un moyen d'améliorer les conditions de vie des Américains en encourageant le « volontarisme », c'est-à-dire la coopération entre les sphères publique et privée. Il était globalement hostile à toute coercition ou intervention gouvernementales qu'il jugeait contraires aux valeurs individualistes et autosuffisantes de l'Amérique. Sa volonté d'équilibrer les rapports entre le monde du travail, le capital et le gouvernement lui a valu d'être diversement décrit comme un corporatiste ou un associationniste. Hoover s'appuya fréquemment sur des commissions pour étudier certaines problématiques et lui fournir des solutions adaptées ; bon nombre de ces commissions étaient financées par des donateurs privés et non par le gouvernement. L'une des commissions créées à l'initiative de Hoover, le Research Committee on Social Trends, mena notamment des enquêtes sur l'ensemble de la société américaine.

## Politique étrangère
Dans un contexte de dépression économique mondiale, le président et son secrétaire d'État Henry Stimson s'impliquèrent dans les affaires internationales davantage que tous les prédécesseurs républicains de Hoover. Selon William Leuchtenburg, Hoover fut « le dernier président américain à prendre ses fonctions sans avoir à se soucier du reste du monde ». Ce fut toutefois durant son mandat que l'ordre international établi à la suite du traité de Versailles de 1919 commença à se fissurer.

### Accords multilatéraux
Même si les États-Unis ne faisaient pas partie de la Société des Nations, Hoover manifesta sa volonté d'œuvrer dans le cadre de structures multilatérales. Il tenta ainsi de faire adhérer son pays à la Cour permanente de justice internationale mais sa proposition ne fut jamais votée par le Sénat, lequel rejeta également le traité relatif à la voie maritime du Saint-Laurent que le président souhaitait conclure avec le Canada.
Hoover fit de la question du désarmement une priorité, dans l'espoir de transférer une partie des dépenses allouées à l'armée vers la sphère domestique. Lui et Stimson plaidèrent notamment en faveur de l'extension du traité de Washington de 1922 qui visait à empêcher une course aux armements dans le domaine naval. Une précédente tentative de ce genre, la conférence navale de Genève, s'était soldée par un échec mais l'administration Hoover parvint à convaincre les Britanniques de rouvrir les négociations. En 1930, les États-Unis et plusieurs autres grandes puissances maritimes signèrent le traité naval de Londres, qui fixait pour la première fois une limite au tonnage des navires auxiliaires (et non plus seulement des capital ships). La France et l'Italie ne faisaient toutefois pas partie des signataires et le traité provoqua un ressentiment nationaliste au Japon en raison du maintien du ratio « 5-5-3 » destiné à garantir la supériorité des flottes américaine et britannique sur leur homologue japonaise. Lors de la conférence mondiale pour le désarmement de 1932, Hoover s'engagea en faveur d'une diminution globale des dépenses d'armement et l'interdiction des chars et des bombardiers, sans qu'aucune de ses propositions ne fût adoptée.

### Amérique latine
En tant que président, Hoover respecta en grande partie la promesse qu'il avait faite avant d'accéder au pouvoir de ne pas interférer dans les affaires internes de l'Amérique latine. Il publia en 1930 le mémorandum Clark qui désavouait le corollaire Roosevelt et ébauchait une doctrine non-interventionniste à l'égard des pays latino-américains. Hoover n'en continua pas moins de recourir ponctuellement à la force dans le cadre de ses relations avec l'Amérique latine, menaçant par trois fois d'envahir militairement la République dominicaine et dépêchant des navires de guerre au Salvador afin d'y soutenir le gouvernement local confronté à une révolution de gauche. Il fit cependant cesser la guerre des Bananes, mit fin à l'occupation du Nicaragua et fut tout proche d'obtenir le retrait total des forces américaines d'Haïti. Cette dimension non-interventionniste de la politique de Washington en Amérique latine perdura avec la politique de bon voisinage initiée par le successeur de Hoover, Franklin Delano Roosevelt.

### Pacifique
L'année 1931 vit l'invasion de la Mandchourie par le Japon, qui battit les troupes de la république de Chine et mit en place l'État fantoche du Mandchoukouo. L'administration Hoover déplora cette invasion mais sans condamner fermement l'attitude de Tokyo, estimant qu'une prise de position trop tranchée risquerait d'affaiblir les éléments modérés du gouvernement japonais. De plus, Hoover considérait les Japonais comme des alliés potentiels face à l'Union soviétique qui était pour lui une menace bien plus grande. En réponse à l'invasion japonaise, Hoover et le secrétaire d'État Stimson élaborèrent la doctrine Stimson disposant que les États-Unis ne reconnaîtraient aucun territoire conquis par la force. Cette déclaration s'appuyait sur le pacte Briand-Kellogg de 1928 en vertu duquel plusieurs nations, dont le Japon et les États-Unis, avaient promis de renoncer à la guerre et accepté le principe d'un règlement pacifique des contentieux internationaux. À la suite de l'invasion japonaise de la Mandchourie, et alors que Hoover continuait de prôner le désarmement des principales puissances mondiales, Stimson et d'autres membres du cabinet en vinrent à considérer qu'une guerre avec le Japon serait, tôt ou tard, inévitable.
Les Philippines, dont les États-Unis avaient pris le contrôle après la guerre hispano-américaine de 1898, demeurèrent dans le giron américain en dépit d'un vigoureux mouvement indépendantiste. Hoover se rangea à l'avis de Stimson pour qui octroyer l'indépendance aux Philippins serait préjudiciable à l'économie locale.